# 古腰河
古腰河 是一條位於馬來西亞雪蘭莪的河流，長約4.31公里。河流所經過的市鎮包括沙登、蒲種、吉隆坡與八打靈再也。

## 歷史
1952年，在沙登新村在馬來亞緊急狀態期間，根據毕礼斯计划下所成立，而古腰河是沙登新村建立時，居民最早的居住地。新村在古腰河旁建立時，新村内有大約50座房子，而大部分都集中在古腰河沿岸。
2017年，沙登古腰河開始建設防洪水泵，以解決因强降雨所導致的洪水問題。這次的提升中，雪蘭莪州政府安裝了3台從荷蘭進口的自动化电子系统水泵，安裝後的3臺水泵在每秒可以抽泵2100公升的水。這個防洪水泵也在2019年建造完成後開始運作。
2018年，時任史里肯邦安区州议员欧阳捍华撥款6萬令吉用作美化與為古腰河沿岸的休閑公園增添多個地標設施，其中包括把原有通往沙登拉也花园的吊桥被漆上色彩打造为彩虹桥，也在吊橋入口處設置“我爱沙登”地标，另打造有许愿树、月光小屋亭子，同时周围挂有灯管以在晚間照明。

2022年，沙登古腰河增添了60尺长的壁画，以展現沙登新村的歷史。該壁畫是由来西亚艺术家协会会员暨画家庄永瑞老师所繪畫，壁畫中繪畫了沙登开埠時的場景，包括矿工采矿、洗琉琅，到后来锡矿业没落，改为种植树胶，割胶为生的情景。

Kuyoh_River_Park_pavilion_(230419)

Kuyoh_River_Park_rainbow_bridge_(230419)_01

Kuyoh_River_Park_rabbit_(230419)

Kuyoh_River_Park_-_I_Love_Serdang_(230419)_01

Kuyoh_River_Park_tree_house_(230419)